# Triumph Motor Company
Triumph Motor Company var en britisk bil- og motorfabrikant, der eksisterede i 1800- og 1900-tallet. Firmaet blev grundlagt i 1885, da Siegfried Bettmann fra Nürnberg dannede S. Bettmann & Co. og begyndte at importere cykler fra Europa og sælge dem i eget navn i London. Handelsnavnet blev "Triumph" det efterfølgende år, og i 1887 fik Bettmann en partner i form af Moritz Schulte, der også var fra Tyskland. I 1889 begyndte de at producere deres egne cykler i Coventry, England.
Triumph fremstillede sin første film i 1923. Firmaet blev opkøbt af Leyland Motors i 1960, og blev i sidste ende af det store konglomerat British Leyland (BL) i 1968, hvor Triumph-mærket blev en del af British leylands Specialist Division sammen med Rover og Jaguar. Der blev produceret Triumph-biler indtil 1984, hvor mærket blev annulleret, og det forblev i dvale under det efterfølgende selskab Rover Group. Rettighederne til Triumph er i dag ejet af BMW, der købte Rover Group i 1994.

## Modeller

### Før krigen
| Modelnavn                         | Motor                   | År          |
| --------------------------------- | ----------------------- | ----------- |
| Triumph 10/20                     | 1393 cc inline 4        | (1923–1925) |
| Triumph 13/35 or 12.8             | 1872 cc inline 4        | (1927–1927) |
| Triumph 15/50 or Fifteen          | 2169 cc inline 4        | (1926–1930) |
| Triumph Super 7                   | 747 cc inline 4         | (1928)      |
| Triumph Super 8                   | 832 cc inline 4         | (1930)      |
| Triumph Super 9                   | 1018 cc inline 4        | (1931)      |
| Triumph Gloria 10                 | 1087 cc inline 4        | (1933)      |
| Triumph 12-6 Scorpion             | 1203 cc inline 6        | (1931–1933) |
| Triumph Southern Cross            | 1087/1232 cc inline 4   | (1932)      |
| Triumph Gloria ('12' / '12') Four | 1232/1496 cc inline 4   | (1934–1937) |
| Triumph Gloria ('6' / '6/16') Six | 1476/1991 cc inline 6   | (1934–1935) |
| Triumph Gloria 14                 | 1496/1767 cc inline 4   | (1937–1938) |
| Triumph Dolomite 8                | 1990 cc inline 8 (DOHC) | (1934)      |
| Triumph Dolomite Vitesse 14       | 1767/1991 cc inline 4/6 | (1937–1938) |
| Triumph Vitesse                   | 1767/1991 cc inline 4/6 | (1935–1938) |
| Triumph Dolomite 14/60            | 1767/1991 cc inline 4/6 | (1937–1939) |
| Triumph Dolomite Roadster         | 1767/1991 cc inline 4/6 | (1937–1939) |
| Triumph 12                        | 1496 cc inline 4        | (1939–1940) |

### Efter krigen
| Modelnavn                                          | Motor            | År        | Antal bygget  |
| -------------------------------------------------- | ---------------- | --------- | ------------- |
| Triumph 1800 Saloon                                | 1776 cc inline 4 | 1946–1949 |               |
| Triumph 1800 Roadster                              | 1776 cc inline 4 | 1946–1948 |               |
| Triumph 2000 Saloon                                | 2088 cc inline 4 | 1949      |               |
| Triumph 2000 Roadster                              | 2088 cc inline 4 | 1948–1949 |               |
| Triumph Renown                                     | 2088 cc inline 4 | 1949–1954 |               |
| Triumph Mayflower                                  | 1247 cc inline 4 | 1949–1953 |               |
| Triumph TR1 / 20TS                                 | 2208 cc inline 4 | 1950      | 1 (prototype) |
| Triumph TR2                                        | 1991 cc inline 4 | 1953–1955 | 8.636         |
| Triumph TR3                                        | 1991 cc inline 4 | 1956–1958 |               |
| Triumph TR3A                                       | 1991 cc inline 4 | 1958–1962 |               |
| Triumph TR3B                                       | 2138 cc inline 4 | 1962      |               |
| Triumph Italia                                     | 1991 cc inline 4 | 1959–1962 |               |
| Triumph TR4                                        | 2138 cc inline 4 | 1961–1965 |               |
| Triumph TR4A                                       | 2138 cc inline 4 | 1965–1967 |               |
| Triumph TR5                                        | 2498 cc inline 6 | 1967–1968 | 1161 UK Spec  |
| Triumph TR250                                      | 2498 cc inline 6 | 1967–1968 |               |
| Triumph Dove GTR4                                  | 2138 cc inline 4 | 1961–1964 |               |
| Triumph TR6                                        | 2498 cc inline 6 | 1969–1976 |               |
| Triumph TR7                                        | 1998 cc inline 4 | 1975–1981 |               |
| Triumph TR8                                        | 3528 cc V8       | 1978–1981 |               |
| Triumph Spitfire 4 (Spitfire Mk I)                 | 1147 cc inline 4 | 1962–1965 | 45.763        |
| Triumph Spitfire Mk II                             | 1147 cc inline 4 | 1965–1967 | 37.409        |
| Triumph Spitfire Mk III                            | 1296 cc inline 4 | 1967–1970 | 65.320        |
| Triumph Spitfire Mk IV                             | 1296 cc inline 4 | 1970–1974 | 70.021        |
| Triumph Spitfire 1500                              | 1493 cc inline 4 | 1974–1980 | 95.829        |
| Triumph GT6                                        | 1998 cc inline 6 | 1966–1973 | 40.926        |
| Triumph Herald                                     | 948 cc inline 4  | 1959–1964 |               |
| Triumph Herald 1200                                | 1147 cc inline 4 | 1961–1970 |               |
| Triumph Herald 12/50                               | 1147 cc inline 4 | 1963–1967 |               |
| Triumph Herald 13/60                               | 1296 cc inline 4 | 1967–1971 |               |
| Triumph Courier                                    | 1147 cc inline 4 | 1962–1966 |               |
| Triumph Vitesse 6                                  | 1596 cc inline 6 | 1962–1966 |               |
| Triumph Vitesse Sports 6 (US version af Vitesse 6) | 1596 cc inline 6 | 1962–1964 |               |
| Triumph Vitesse 2-litre og Vitesse Mark 2          | 1998 cc inline 6 | 1966–1971 |               |
| Triumph 1300                                       | 1296 cc inline 4 | 1965–1970 |               |
| Triumph 1300 TC                                    | 1296 cc inline 4 | 1967–1970 |               |
| Triumph 1500                                       | 1493 cc inline 4 | 1970–1973 |               |
| Triumph 1500 TC                                    | 1493 cc inline 4 | 1973–1976 |               |
| Triumph Stag                                       | 2997 cc V8       | 1971–1977 |               |
| Triumph Toledo                                     | 1296 cc inline 4 | 1970–1978 |               |
| Triumph Dolomite 1300                              | 1296 cc inline 4 | 1976–1980 |               |
| Triumph Dolomite 1500                              | 1493 cc inline 4 | 1976–1980 |               |
| Triumph Dolomite 1500 HL                           | 1493 cc inline 4 | 1976–1980 |               |
| Triumph Dolomite 1850                              | 1850 cc inline 4 | 1972–1976 |               |
| Triumph Dolomite 1850 HL                           | 1850 cc inline 4 | 1976–1980 |               |
| Triumph Dolomite Sprint                            | 1998 cc inline 4 | 1973–1980 |               |
| Triumph 2000 Mk1, Mk2, TC                          | 1998 cc inline 6 | 1963–1977 |               |
| Triumph 2.5 PI Mk1, Mk2                            | 2498 cc inline 6 | 1968–1975 |               |
| Triumph 2500 TC & S                                | 2498 cc inline 6 | 1974–1977 |               |
| Triumph Acclaim                                    | 1335 cc inline 4 | 1981–1984 | 133.625       |